# Taipana
Taipana (furlanisch Taipane, slowenisch Tipàna) ist eine nordostitalienische Gemeinde (comune) in der Region Friaul-Julisch Venetien mit 567 Einwohnern (Stand 31. Dezember 2023). Die Gemeinde liegt etwa 21 Kilometer nordnordöstlich von Udine am Parco naturale comunale del Gran Monte und an der slowenischen Grenze und gehört zur Comunità montana del Torre, Natisone e Collio. Bis 1935 hieß die Gemeinde noch nach dem heutigen Ortsteil Platischis.